# Ohanes (kommunhuvudort)
Ohanes är en kommunhuvudort i Spanien.   Den ligger i provinsen Provincia de Almería och regionen Andalusien, i den södra delen av landet, 400 km söder om huvudstaden Madrid. Ohanes ligger 977 meter över havet och antalet invånare är 865.
Terrängen runt Ohanes är kuperad åt sydost, men åt nordväst är den bergig. Runt Ohanes är det ganska glesbefolkat, med 28 invånare per kvadratkilometer. Närmaste större samhälle är Alhama de Almería, 18,1 km sydost om Ohanes. I omgivningarna runt Ohanes växer i huvudsak buskskog.